# コンスタンティノス・ドキシアディス
コンスタンティノス・ドキシアディス（ギリシア語: Κωνσταντίνος Α. Δοξιάδης, ラテン文字表記: Constantinos Apostolos Doxiadis、多くの場合C.A Doxiadisとして表記されている  他、単にドクシアディスとも。同じくKonstantinos など、コンスタンチノスの表記ゆれもみられる。 1913年5月14日– 1975年6月28日）は、ギリシャの都市計画家。建築家。 彼はパキスタンの新しい首都イスラマバードの主任都市計画家、そして後にekistics（人間居住科学）の生みの親として知られる。エントピア、エキュメノポリスなどを提唱し、世界の都市計画に大きな影響を与えた人物。   

## 人物
超個人的速度と化した現代社会の変化に対応すべくアテネに自身の研究所と教育機関・学校、そして設計事務所をもち、都市総合科学・エキスティックスの確立を提唱。
都市開発、再開発、住宅地計画や交通、農村計画、工業製品のデザインなど、様々な分野またスケールに関する計画を手がけた。

### 人間定住社会
また、ドクシアディスは『新しい都心の未来像』（1969年）において、最適な対数スケールとして表した、地表の物理的空間のことを「人間定住社会」と呼んだ。
循環する家族構成、人口過剰、急速な社会化、機械の浸透、工業化と近代技術 都市化、経済の発展、各因子の並存という 8つの因子を都市の基本要因として捉え、近代都市の進化を推進した。

## 生涯

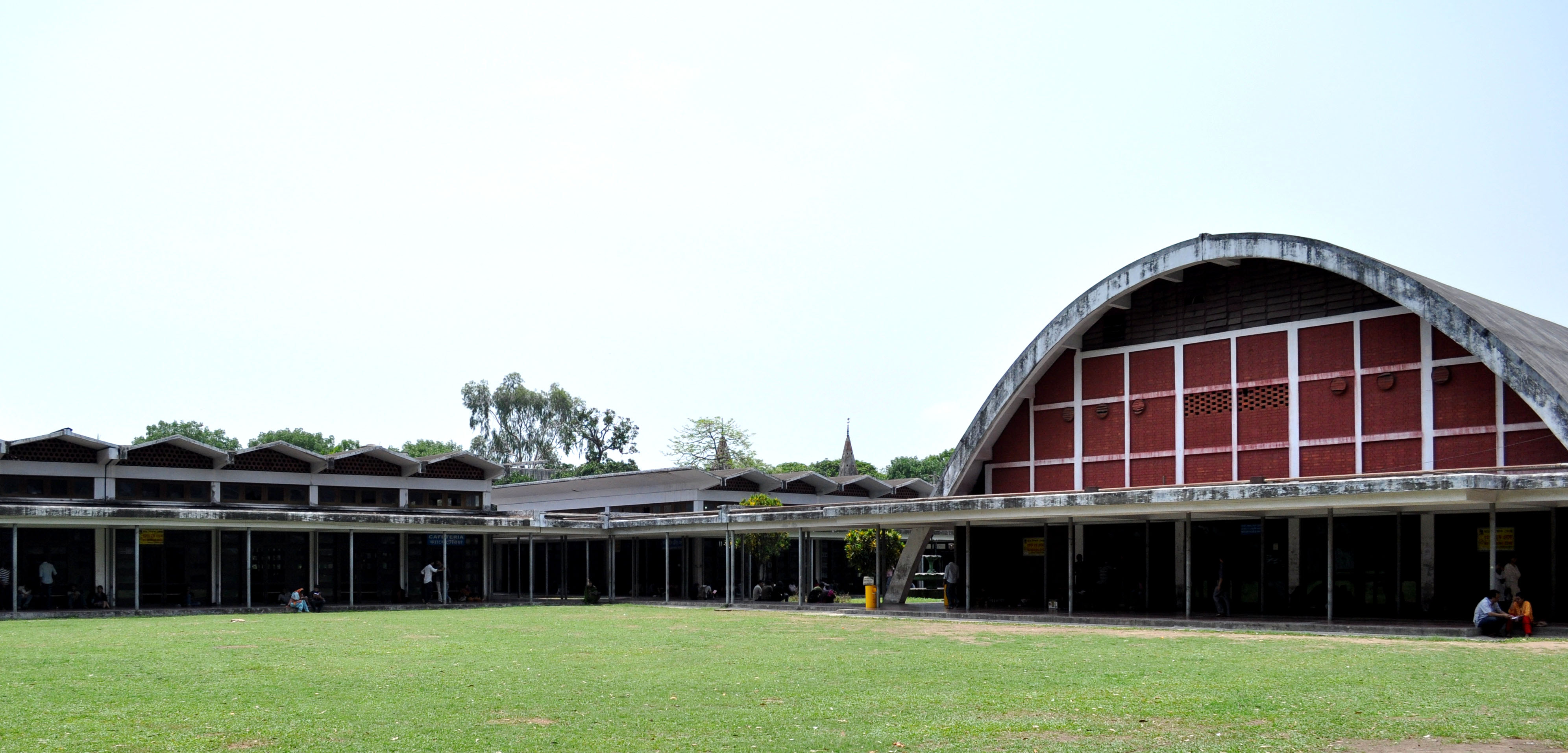
バングラデシュ 、ダッカ大学教師 - 学生センター（TSC）

Doxiadisは1913年5月14日にブルガリア アセノヴグラトで、街に根深い家族のもとに生まれた。彼は1935年ギリシャに渡り、アテネ工科大学で建築工学を卒業し、1年後にシャルロッテンブルク大学（現ベルリン工科大学）で博士号を取得した。1937年に大アテネエリアのチーフタウンプランニングオフィサーに任命される。第二次世界大戦中は公共事業省の地域都市計画局長を務めた。   ギリシャでのレジスタンスにも参加、ギリシャとイギリスの政府によって装され、戦争末期に復興大臣としての地位を確立、1950年代に何十もの国で大きな住宅設計契約を獲得することを可能にしたのはこの経験であった。 
1951年にDoxiadis Associates、コンサルティングエンジニアの民間企業を設立。5大陸にオフィスを構え40カ国にプロジェクトを持つまで急速に成長した。1963年に同社はDA International Co. Ltd.に社名を変更。開発と経済学に関するコンサルタントになる。 
彼の最も有名な都市計画の仕事の一つはイスラマバードである。政治的、経済的勢力が変化しても計画を完全に実行することができなかった既存の都市における彼の実績の多くとは異なり、完全に実現された新しい都市として設計された。イスラマバードの計画は、車と人を分離し、公共交通機関や公益事業への容易で手頃な価格でのアクセスを可能にし、彼の「コミュニティ」の人的規模を失うことなく低コストの漸進的拡大と成長を可能にした。 
リヤドや他の地域での作品は、 ある人類学者が「封じ込めアービタニズム」と呼んでいたもの、つまり都市に移住する農村の大衆の統合を目的とした政策を表している。   リヤドでは南西 - 北東アクセスで都市を再編成、「計画された都市... Meccaに面している巨大なモスクに似ている」。 
彼の会社はこの他フィラデルフィアイーストウィック地区のための再開発計画の設計を手掛けた。 
1965年米国インダストリアルデザイナーズ協会 より、注目に値する成果、独創的で革新的なコンセプト、そして工業デザイン専門職、その教育的機能、そして社会全般に対する長期的な恩賞を授与された。 

## 理論
人間の居住の科学としてekisticsを提案し、その範囲、目的、知的枠組み、および関連性について概説。科学の発展に対する主な動機は、ますます大きく複雑な入植地の出現であり、地域の混乱や世界の都市への傾向さえある。しかし、ekisticsはあらゆる規模の人間の居住地を網羅しようとしており、大都市だけでなく、可能な限り総集落パターンを見て考古学的および歴史的記録から学ぶことを目指している。 

## 影響
1960年代と1970年代に、都市計画家と建築家として、五大湖メガロポリスの成長可能性に関するものを含む本、研究、そしてレポートを著述  。人気のピーク時1960年代に、彼はアメリカの都市の未来についての米国議会に演説し、その肖像画はタイム誌の表紙を飾り、彼の会社は40カ国以上で、コンピュータセンター（UNIVAC-DACC）は当時のコンピュータ技術の最先端にあり、毎年恒例の "デロスシンポジウム"には、世界社会学会が世界の一流の思想家や専門家を魅了した。 
ギリシャでは彼はしつこい疑惑と反対運動に直面、彼の勧告もほとんど無視された。ギリシャのフンタから2つの大きな契約（ギリシャの国家地域計画とアテネのマスター計画）を1974年に転落後、大佐の友人として獲得した彼は、競合他社から批判された。 政治囚人が収容されていた隣接するMakronissos島にアテネ空港を建設するという彼のビジョンは、 Lavrionの橋、鉄道路線、そして港と共に実現されることは決してなかった。 

人生の最後の2年間、 筋萎縮性側索硬化症 （ALS）のために会話もできなくなり、1975年に亡くなると影響は早くも小さくなった。   彼の会社Doxiadis Associatesは死後数回所有者を変え、コンピュータ会社の後継者も残っていたが、計画またはekisticsへの後継はなく、デロスシンポジウムは中止され、そして、世界社会学会は今日曖昧な組織と化した。 

## 作品
主な都市計画実績
- パキスタン・イスラマバード都市計画
- フィラデルフィア・イーストウィック地区再開発計画
- イラク・バグダード都市計画
- インド・パンジャーブ大学（英語版）地区総合計画
- ギリシャ・国立青年スポーツセンター群地区計画
- ワシントン計画
- サウジアラビア・リヤド(1972)

建築その他
- 第二次世界大戦におけるギリシャの犠牲 （展示、サンフランシスコ市庁舎、1945）
- バングラデシュ のダッカ大学教師 - 学生センター（TSC） 。 1961年
- 1960年代初頭、 リオデジャネイロイエローライン高速道路マスタープラン。

## 出版物

### 著書
- Doxiadis, Constantinos A. (1966). Emergence and Growth of an Urban Region: The Developing Urban Detroit Area. Detroit: Detroit Edison
- —— (1966). Urban Renewal and the Future of the American City. Chicago: Public Administration Service
- —— (1968). Ekistics: An Introduction to the Science of Human Settlements. New York: Oxford University Press
- —— (1974). Anthropopolis: City for Human Development. New York: W.W. Norton
- —— Papaioannou, J.G. (1974). Ecumenopolis: The Inevitable City of the Future.. Athens: Athens Center of Ekistics
- —— (1975). Building Entopia. Athens: Athens Publishing Center
- —— (1976). Action for Human Settlements.. New York: W.W. Norton

日本語訳
- 『新しい都市の未来像』（1969）
- 『エントビア、ディストピアとユートピアの間に』（1975）
- 『現代建築の哲学』 （1979）

### ジャーナル記事
- Doxiadis, Constantinos A. (1965). “On Linear Cities”. Town Planning Review 36 (1):  1. doi:10.3828/tpr.36.1.f4148303n72753nm.
- Doxiadis, Constantinos A. (1967). “Islamabad, the creation of a new capital”. Town Planning Review 38 (1):  35. doi:10.3828/tpr.38.1.70733287173p06k8.
- Doxiadis, Constantinos A. (1968). “Man's Movement and His City”. Science 162 (3851):  326–334. doi:10.1126/science.162.3851.326.

## ノート
1. ↑  ギリシア語: Κωνσταντίνος Αποστόλου Δοξιάδης, 発音 [konstanˈtinos apoˈstolu doksiˈaðis].